# Nunilo Cremades Casasín
Nunilo Cremades Casasín (Barbastro, 1979) es una investigadora española, doctora en ciencias y biofísica, especializada en la investigación de enfermedades neurodegenarativas como el Parkinson. Fue reconocida con el Premio Enrique Pérez Payá SBE-40 de la Sociedad de Biofísica de España, el mayor reconocimiento en el campo de la biofísica en España.

## Trayectoria
Cremades nació en la localidad aragonesa de Barbastro en 1979. Se licenció en Bioquímica por la Universidad de Zaragoza, donde también obtuvo el Doctorado en Ciencias en 2007. Entre 2008 y 2014, Cremades realizó estudios postdoctorales en el departamento de Química de la Universidad de Cambridge, en Reino Unido. Durante ese periodo obtuvo una beca postdoctoral de larga duración del HFSP y una beca Dorothy-Hodgkin de la Royal Society.
En 2014 ingresó en el Instituto de Biocomputación y Física de Sistemas Complejos (BIFI) de la Universidad de Zaragoza con un contrato Ramón y Cajal, liderando el grupo Protein Misfolding and Amyloid Aggregation. Además, Cremades es docente en esta institución. En 2016, recibió una beca de la fundación contra el párkinson de Michael J. Fox.
Cremades ha centrado su trabajo en la comprensión de procesos de agregación en la enfermedad de Parkinson y otras patologías neurodegenerativas, combinando técnicas biofísicas con experimentos de biología celular. Con un equipo de científicos de la Universidad de Cambridge, descubrió que la escualamina tiene capacidad para neutralizar la acción del Parkinson lo que abre la posibilidad de incluir este compuesto, presente en el hígado de tiburón, en el desarrollo de nuevos fármacos que combatan la enfermedad. Los resultados fueron publicados en 2017 en la revista científica PNAS. Junto a su grupo de investigadores del BIFI, Cremades identificó por primera vez las causas y mecanismos por los que la toxina presente en la enfermedad de Parkinson provoca la muerte neuronal, hallazgo que fue publicado en la revista Science y contribuirá a la detección precoz y desarrollo de tratamientos para esta enfermedad.

## Reconocimientos
Cremades obtuvo el premio Ciencia y Tecnología entre los Aragoneses del Año 2019, un galardón concedido por El Periódico de Aragón. En 2020, fue reconocida con el Premio Enrique Pérez Payá SBE-40, el mayor reconocimiento en la biofísica en España, otorgado por la Sociedad de Biofísica de España a la excelencia en el campo de la Investigación en biofísica en la categoría de menores de 40 años por sus aportaciones a la investigación de los trastornos neurodegenerativos.
En 2021, Cremades formó parte de la campaña “Soy científica. Vivo en tu barrio” que el Ayuntamiento y la Universidad de Zaragoza pusieron en marcha, junto a la Fundación Española para la Ciencia y la Tecnología, para visibilizar a once de sus investigadoras  entre las que también se encontraban Belén Masiá, Carmen Rodrigo, Laia Alegret, Katia Fach, Elena Barlés, Marisa Sarsa, Clementina Rodellar, María Pilar Pina, Elisabet Pires y Paz Comech.